# Abaris erwini
Abaris erwini es una especie de escarabajo del género Abaris, familia Carabidae. Fue descrita científicamente por Will en 2002.
Se distribuye por Perú. La especie se mantiene activa durante el mes de febrero.